# UNSOA
L'Oficina de les Nacions Unides de Suport a AMISOM (UNSOA) és una operació de suport sobre el terreny liderada pel Departament de Suport sobre el Terreny de les Nacions Unides (DFS).
La Resolució 1863 del Consell de Seguretat de les Nacions Unides (2009) proporciona a UNSOA un mandat per lliurar un paquet de suport de capacitat logística a AMISOM (Missió de la Unió Africana a Somàlia) és fonamental per assolir la seva eficàcia operativa i per preparar una possible operació de manteniment de la pau de l'ONU.
El paquet logístic està format per equips i serveis de suport a la missió que normalment s'ofereixen a una operació de manteniment de la mateixa mida de les Nacions Unides i té com a objectiu ajudar AMISOM en el seu mandat de donar suport a les estructures governamentals de transició, implementar un pla de seguretat nacional, ensinistrar les forces de seguretat de Somàlia, i ajudar a crear un entorn segur per al lliurament de l'ajuda humanitària.
L'UNSOA també s'associa amb l'Oficina Política per a Somàlia (UNPOS), amb seu a Nairobi, amb l'objectiu de crear les condicions polítiques i de seguretat necessàries a Somàlia per a un compromís internacional intensificat i amb altres organismes de l'ONU.
El paquet logístic d'UNSOA es finança a través de contribucions valorades per les Nacions Unides i mitjançant el Fons fiduciari establert durant la conferència de donants a Somàlia, a Brussel·les, el 23 d'abril de 2009.
UNSOA té la seu a prop de la seu d'AMISOM a Nairobi, Kenya, amb operacions logístiques facilitades a través de Mombasa i Entebbe.